# Triple saut masculin aux Jeux olympiques d'été de 2024
Pour des articles plus généraux, voir Athlétisme aux Jeux olympiques d'été de 2024 et Triple saut aux Jeux olympiques.
Navigation
Tokyo 2020 Los Angeles 2028
L'épreuve du triple saut masculin aux Jeux olympiques de 2024 se déroule les 7 et 9 août 2024 au Stade de France au nord de Paris, en France. Trois natifs de Cuba montent sur le podium. Jordan Díaz devance Pedro Pichardo et Andy Díaz

## Records
Avant cette compétition, les records dans cette discipline étaient les suivants :
| Record du monde  | Jonathan Edwards (GBR) | 18,29 m | Göteborg | 7 août 1995  |
| Record olympique | Kenny Harrison (USA)   | 18,09 m | Atlanta  | 27 août 1996 |

## Programme
| Date            | Horaire | Manche         |
| --------------- | ------- | -------------- |
| Mercredi 7 août | 18 h 30 | Qualifications |
| Vendredi 9 août | 19 h 00 | Finale         |

## Résultats
Légende
- o : essai réussi
- x : essai manqué
- - : impasse

### Finale

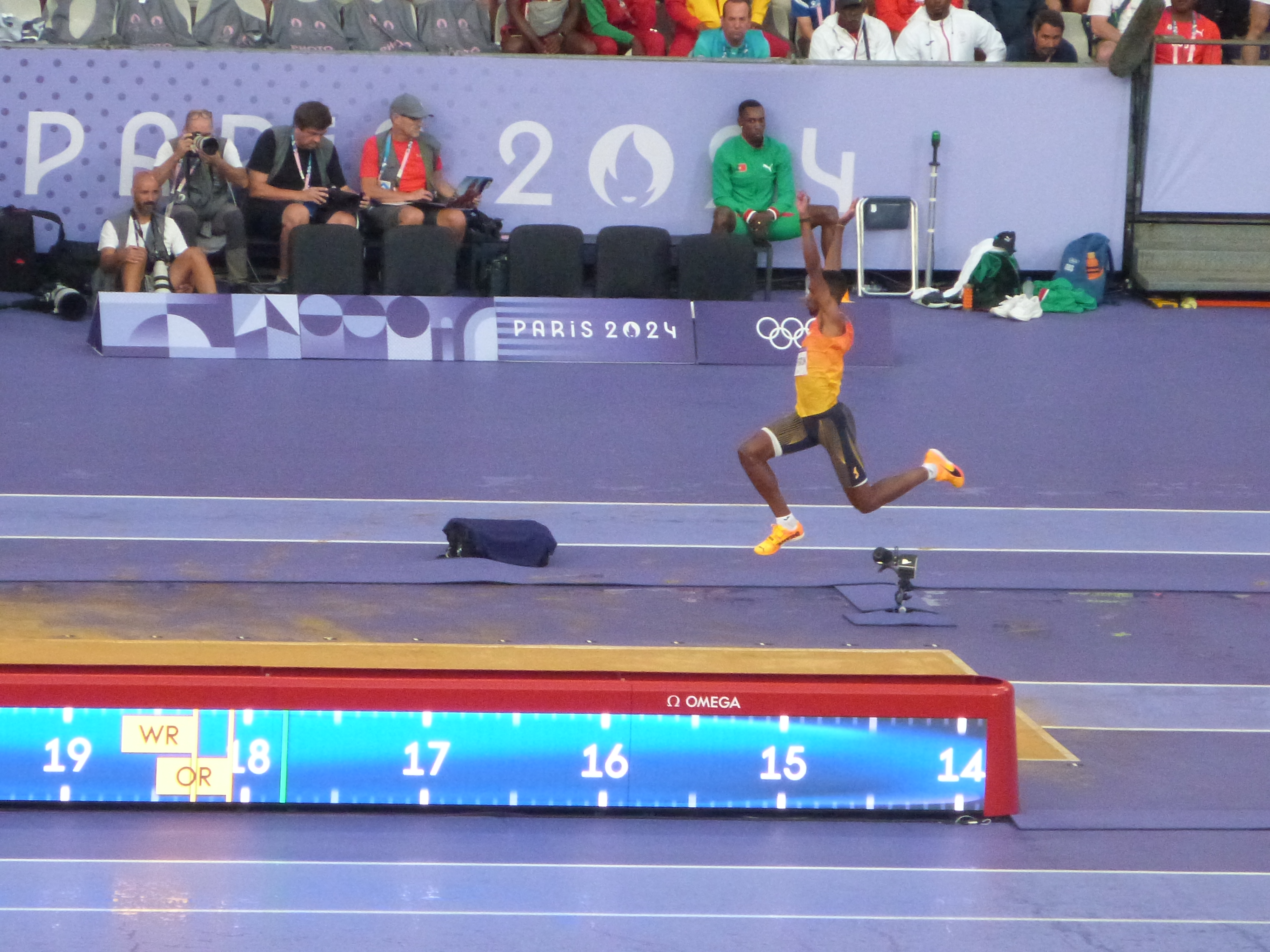
Saut de Jordan Díaz pendant la finale

A l'issue des 3 essais, les huit meilleurs sauteurs bénéficient de 3 essais supplémentaires.
| Rang                                | Athlète              | Pays         | Essais  | Essais  | Essais  | Essais  | Essais  | Essais  | Marque  | Notes |
| Rang                                | Athlète              | Pays         | 1       | 2       | 3       | 4       | 5       | 6       | Marque  | Notes |
| ----------------------------------- | -------------------- | ------------ | ------- | ------- | ------- | ------- | ------- | ------- | ------- | ----- |
| Médaille d'or, Jeux olympiques      | Jordan Díaz          | Espagne      | 17,86 m | 17,64 m | 17,85 m | 17,84 m | 17,25 m | x       | 17,86 m |       |
| Médaille d'argent, Jeux olympiques  | Pedro Pichardo       | Portugal     | 17,79 m | 17,84 m | x       | 17,52 m | x       | 17,81 m | 17,84 m |       |
| Médaille de bronze, Jeux olympiques | Andy Díaz            | Italie       | 17,63 m | 17,33 m | —       | —       | x       | 17,64 m | 17,64 m | SB    |
| 4                                   | Jaydon Hibbert       | Jamaïque     | 17,31 m | 17,61 m | 17,53 m | x       | x       | —       | 17,61 m |       |
| 5                                   | Hugues Fabrice Zango | Burkina Faso | 17,43 m | x       | 17,25 m | 16,05 m | 17,50 m | x       | 17,50 m |       |
| 6                                   | Salif Mane           | États-Unis   | 17,28 m | 16,63 m | 17,02 m | x       | 17,19 m | 17,41 m | 17,41 m |       |
| 7                                   | Max Heß              | Allemagne    | 16,50 m | 16,92 m | 17,38 m | x       | x       | 17,07 m | 17,38 m | SB    |
| 8                                   | Lázaro Martínez      | Cuba         | 17,00 m | x       | 17,34 m | 13,35 m | x       | 16,63 m | 17,34 m | SB    |
| 9                                   | Yasser Triki         | Algérie      | x       | 17,05 m | 17,22 m | NC      | NC      | NC      | 17,22 m |       |
| 10                                  | Zhu Yaming           | Chine        | x       | 16,76 m | x       | NC      | NC      | NC      | 16,76 m |       |
| 11                                  | Almir dos Santos     | Brésil       | 16,41 m | x       | 16,28 m | NC      | NC      | NC      | 16,41 m |       |
| 12                                  | Connor Murphy        | Australie    | 15,99 m | 16,30 m | 16,11 m | NC      | NC      | NC      | 16,30 m |       |

### Qualifications
Qualification : 17,10 m (Q) ou les 12 meilleures performances (q).
| Rang | Groupe | Athlète              | Pays             | Essais    | Essais  | Essais  | Marque  | Notes |
| Rang | Groupe | Athlète              | Pays             | 1         | 2       | 3       | Marque  | Notes |
| ---- | ------ | -------------------- | ---------------- | --------- | ------- | ------- | ------- | ----- |
| 1    | B      | Pedro Pichardo       | Portugal         | 17,44 m   | —       | —       | 17,44 m | Q     |
| 2    | A      | Jordan Díaz          | Espagne          | 17,24 m   | —       | —       | 17,24 m | Q     |
| 3    | B      | Salif Mane           | États-Unis       | 17,16 m   | —       | —       | 17,16 m | Q     |
| 4    | A      | Hugues Fabrice Zango | Burkina Faso     | 17,16 m   | —       | —       | 17,16 m | Q     |
| 5    | A      | Almir dos Santos     | Brésil           | x         | 17,06 m | x       | 17,06 m | q     |
| 6    | B      | Jaydon Hibbert       | Jamaïque         | 16,99 m   | 16,95 m | x       | 16,99 m | q     |
| 7    | B      | Max Heß              | Allemagne        | x         | 16,98 m | 16,67 m | 16,98 m | q     |
| 8    | B      | Zhu Yaming           | Chine            | 16,47 m   | 16,91 m | 16,66 m | 16,91 m | q     |
| 9    | A      | Yasser Triki         | Algérie          | x         | 16,85 m | 16,77 m | 16,85 m | q     |
| 10   | B      | Connor Murphy        | Australie        | 16,80 m   | 16,49 m | 16,58 m | 16,80 m | q     |
| 11   | B      | Lázaro Martínez      | Cuba             | 16,79 m   | 16,79 m | 16,71 m | 16,79 m | q     |
| 12   | A      | Andy Díaz            | Italie           | x         | 16,79 m | 16,69 m | 16,79 m | q     |
| 13   | A      | Jean-Marc Pontvianne | France           | x         | 16,79 m | x       | 16,79 m |       |
| 14   | A      | Donald Scott         | États-Unis       | 16,58 m   | 16,77 m | 16,74 m | 16,77 m |       |
| 15   | B      | Thomas Gogois        | France           | 16,67 m   | 14,63 m | 16,77 m | 16,77 m |       |
| 16   | B      | Su Wen               | Chine            | 16,21 m   | 16,70 m | x       | 16,70 m |       |
| 17   | A      | Andy Hechavarría     | Cuba             | x         | 15,86 m | 16,70 m | 16,70 m |       |
| 18   | B      | Cristian Nápoles     | Cuba             | 16,28 m   | 16,67 m | 16,39 m | 16,67 m |       |
| 19   | B      | Andrea Dallavalle    | Italie           | 16 / 68 m | 13,44 m | 15,48 m | 16,65 m |       |
| 20   | B      | Emmanuel Ihemeje     | Italie           | 16,39 m   | 15,65 m | 16,50 m | 16,50 m |       |
| 21   | B      | Abdulla Aboobacker   | Inde             | 15,99 m   | 16,19 m | 16,49 m | 16,49 m |       |
| 22   | B      | Russell Robinson     | États-Unis       | 16,47 m   | 16,37 m | 16,21 m | 16,47 m |       |
| 23   | B      | Geiner Moreno        | Colombie         | 16,32 m   | 15,88 m | 16,40 m | 16,40 m |       |
| 24   | A      | Jordan Scott         | Jamaïque         | x         | 16,36 m | 15,97 m | 16,36 m |       |
| 25   | A      | Tiago Pereira        | Portugal         | 15,84 m   | 15,96 m | 16,36 m | 16,36 m |       |
| 26   | A      | Kim Jang-woo         | Corée du Sud     | 15,66 m   | 16,14 m | 16,31 m | 16,31 m |       |
| 27   | A      | Praveen Chithravel   | Inde             | 15,99 m   | 16,25 m | 16,21 m | 16,25 m |       |
| 28   | A      | Jah-Nhai Perinchief  | Bermudes         | x         | 16,14 m | 16,23 m | 16,23 m |       |
| 29   | A      | Leodan Torrealba     | Venezuela        | 16,18 m   | x       | 15,44 m | 16,18 m |       |
| 30   | A      | Ethan Olivier        | Nouvelle-Zélande | 16,16 m   | 15,91 m | 15,98 m | 16,16 m |       |
| 31   | A      | Fang Yaoqing         | Chine            | x         | x       | 15,85 m | 15,85 m |       |
| 32   | B      | Necati Er            | Turquie          | 13,65 m   | x       | x       | 13,65 m |       |

## Légende
Records et Performances
- AR : Record continental (area record)
- CR : Record des championnats (championship record)
- MR : Record du meeting (meet record)
- NR : Record national (national record)
- OR : Record olympique (olympic record)
- PR : Record paralympique (paralympic record)
- PB : Record personnel (personal best)
- SB : Meilleure performance personnelle de la saison (season's best)
- WL : Meilleure performance mondiale de l'année (world leader)
- WJR : Record du monde junior (world junior record)
- WR : Record du monde (world record)

Circonstances et Conditions
- DNF : N'a pas terminé (did not finish)
- DNS : N'a pas pris le départ (did not start)
- DQ : Disqualification (disqualification)
- NM : Aucun essai valable enregistré (No Mark)
- Q : Qualifié « directement » au prochain tour (ou à la prochaine compétition), lors d'une compétition majeure, grâce au classement ou à la réalisation des minima (automatic qualifier)
- q : Qualifié au prochain tour (ou à la prochaine compétition), lors d'une compétition majeure, grâce au repêchage ou à la réalisation de l'une des meilleures performances parmi celles des « non qualifiés directement » (grâce au meilleur temps ou à la meilleure distance par exemple) (secondary qualifier)